# Kenji Wakamatsu
Kenji Wakamatsu (jap. 若松 けん将, Wakamatsu Kenji; * 16. August 1972 in der Präfektur Kagoshima) ist ein ehemaliger japanischer Fußballspieler.

## Karriere
Wakamatsu erlernte das Fußballspielen in der Schulmannschaft der Kagoshima Jitsugyo High School und der Universitätsmannschaft der Fukuoka-Universität. Seinen ersten Vertrag unterschrieb er 1993 bei Sanfrecce Hiroshima. Der Verein spielte in der höchsten Liga des Landes, der J1 League. 1994 wurde er mit dem Verein Vizemeister der J1 League. 1995 erreichte er das Finale des Kaiserpokal. Ende 1995 beendete er seine Karriere als Fußballspieler.

## Erfolge
Sanfrecce Hiroshima
- J1 League

Vizemeister: 1994
- Kaiserpokal

Finalist: 1995